# Souimanga de Timor
Pour les articles homonymes, voir Timor (homonymie).
Cinnyris solaris
Espèce
Statut de conservation UICN

 LC  : Préoccupation mineure
Le Souimanga de Timor (Cinnyris solaris) est une espèce de passereaux de la famille des Nectariniidae.

## Habitat
Il habite les forêts humides tropicales et subtropicales en plaine.

## Répartition et sous-espèces
D'après le Congrès ornithologique international, cette espèce est constituée des deux sous-espèces suivantes :
- Cinnyris solaris exquisitus Hartert, 1904 — Wetar ;
- Cinnyris solaris solaris (Temminck, 1825 — est des petites îles de la Sonde et Timor.